# Ralph Rucci
Ralph Rucci (* 1957) je americký módní návrhář. Narodil se a vyrůstal ve Filadelfii a studoval filozofii na zdejší Temple University. Ve svých 21 letech se usadil v New Yorku, kde studoval na Fashion Institute of Technology. V roce 1994 založil vlastní značku Chado Ralph Rucci a počínaje rokem 1999 své oděvy uváděl na přehlídce New York Fashion Week. Režisér C. S. Leigh o něm natočil dokumentární film A Quiet American: Ralph Rucci & Paris (2012). Je držitelem ceny Andrého Leona Talleyho.